# Répi
Répi, en grec moderne : Ρέπι, est un îlot situé au large d'Arkó (el), dans le dème de Skiáthos, district régional des Sporades, en Thessalie, Grèce. 
Selon le recensement de 2011, l'îlot est inhabité.